# SN 2001cl
SN 2001cl – supernowa typu II odkryta 4 czerwca 2001 roku w galaktyce NGC 7260. W momencie odkrycia miała maksymalną jasność 17,20m.